# Língua de Trapo
Língua de Trapo é um grupo musical formado em São Paulo, em 1979.

## História
O Língua de Trapo é um grupo musical paulista, que promove apresentações com conteúdo humorístico em diversos ritmos musicais.
Surgido em 1979, nos estertores da Ditadura Militar, no interior da Faculdade de Comunicação Social Cásper Libero, fizeram bastante sucesso, principalmente entre o público jovem e universitário, por seu conteúdo de crítica política e social e postura de esquerda festiva.
Sua formação inicial contava com Laert Sarrumor, Guca Domenico, Luiz Domingues (na época também conhecido como: Luiz "Tigueis"), e Pituco. E chamavam-se de “Laert e seus Cúmplices”. Logo juntou-se ao trio Carlos Castelo (que assinava as músicas como Carlos Melo) e Lizoel Costa, colegas de faculdade do trio.
Em 1980, começava oficialmente o grupo Língua de Trapo, com o lançamento de sua primeira fita demo, denominada "Sutil como um Cassetete", que era vendida nos corredores da faculdade e nos shows, principalmente no circuito universitário e em festivais de MPB. Nessa altura, outros músicos também estavam incorporados, como o percussionista Fernando Marconi e o tecladista, Celso Mojola. O lançamento de tal fita, lançou também o nome da banda no circuito.
Em 1981, já acrescido dos novos integrantes Luiz Lucas no contrabaixo, João Lucas nos teclados e Sérgio Gama e Silva na guitarra, e com Ademir Urbina assumindo a bateria, estes gravam seu primeiro e antológico LP, pelo Selo Lira Paulistana.
Nos anos de 1983-1984, o baterista foi Nahame Casseb (Naminha).

### Vanguarda Paulistana
O Língua de Trapo foi um dos nomes de destaque do movimento Vanguarda Paulistana, formado a partir dos músicos que se apresentavam no Teatro Lira Paulistana, em Pinheiros. Mesmo não tendo ligação especifica um com o outro, todos tinham em comum o fato de serem independentes, donos de seus próprios selos, lançando seus trabalhos sem interferência dos burocratas das gravadoras.
Fez também parte do movimento Vanguarda Paulista, num núcleo chamado Pracianos, a 'facção zona norte', com os artistas Dari Luzio, Pedro Lua, Paulo Barroso, Le Dantas & Cordeiro e Carl Guerreiro, este tendo sido vencedor do festival de canções da Rede Globo em segundo, Ricardo Soares em primeiro.

### Festival dos Festivais
Em 1985, participou do Festival dos Festivais com a canção Os Metaleiros Também Amam, que chegou até a final da competição. Os Metaleiros Também Amam foi a música mais vaiada pelo público.
Em 1987, a banda encerra suas atividades, ficando inativa por 4 anos.
Em 1990, Laert Sarrumor, um dos fundadores do grupo, montou um show solo intitulado "Perigozo", em que se apresentava como "Laert Sarrumor e Língua". O show contava com novas composições de sua autoria, e algumas mais antigas que haviam ficado de fora dos discos gravados até então pelo Língua de Trapo. Neste show, a banda que o acompanhava era composta por Sérgio Gama (guitarra, violão, bandolim e vocal), Cacá Lima (baixo, violão e vocal), José Mileto (teclados) e Valmir Valentin (bateria). O show contava ainda com as performances cênicas do ator Moisés Inácio.
Em 1991, após uma série de apresentações do show "Perigozo", e muitos pedidos dos fãs, a Banda Língua de trapo retorna aos palcos com a nova formação citada acima. A partir daí seguiram-se os lançamentos dos álbuns: "Brincando com fogo" (1992), "Língua ao Vivo" (1996), "Vinte e um anos na estrada" (2000) e o mais recente "O último CD da Terra" (2016). Este, indicado em três categorias ao Grammy Latino de 2016.
Atualmente a formação da banda conta com Laert Sarrumor (vocal), Sérgio Gama (guitarra, violão e vocal), Cacá Lima (baixo, violão e vocal), José Miletto (teclados), Marcelo Castilha (teclados e acordeon), Valmir Valentin (bateria) e Marcos Martins (percussão).

## Discografia

### Álbuns de estúdio
- 1982 - Língua de Trapo
- 1985 - Como é Bom Ser Punk
- 1986 - 17 Big Golden Hits Super Quentes Mais Vendidos No Momento
- 1992 - Brincando com Fogo
- 2016 - O Último CD da Terra

### EPs
- 1980 - Sutil como um Cassetete
- 1984 - Sem Indiretas

### Álbuns ao vivo
- 1995 - Língua - Ao Vivo
- 2000 - Língua de Trapo - 21 Anos na Estrada